# Le Blanc de Guillet
Le Blanc de Guillet, oppure Leblanc de Guillet, nato Antoine Blanc (Marsiglia, 2 marzo 1730 – Parigi, 29 luglio 1799), è stato un drammaturgo e giornalista francese.

## Biografia

### Nascita, studi ed esordi
Le Blanc de Guillet nacque a Marsiglia il 2 marzo 1730; la sua carriera scolastica si effettuò al college di Avignone, sotto la guida degli oratoriani; entrò nell'Oratorio nel 1746 all'età di sedici anni e vi svolse per dieci anni l'attività di insegnante di retorica e scienze umane.
Nel 1756, abbandonò l'Oratorio e si trasferì a Parigi per intraprendere la carriera letteraria, incominciando con collaborazioni giornalistiche come quella con Le Conservateur «ou Collection de morceaux rares et d'ouvrages anciens et modernes élagués, traduits et refaits en tout ou en partie» e proseguendo con il romanzo che gli dette notorietà, intitolato le Mémoires du comte de Guines (Memorie del conte di Guines, 1761).

### Il successo teatrale
L'opera che fece fragore risultò la tragedia Manco-Capac, premier yunca du Pérou, rappresentata il 12 giugno 1763, per le sue critiche all'autorità assoluta. Le polemiche che susseguirono alle rappresentazioni dell'opera contribuirono alla popolarità dell'autore.
Le Blanc de Guillet, che venne definito da un suo biografo «repubblicano prima della rivoluzione» e «poeta cittadino», suscitò scalpore e scandalo con la tragedia appassionata Les Druides (Ai Druidi, 1772), sulla superstizione, sul fanatismo e sull'intolleranza, in anteprima il 7 marzo 1772, vietata dopo la seconda rappresentazione per l'intervento di monsignor de Beaumont du Repaire, arcivescovo di Parigi.
Visti i problemi con la censura, Le Blanc de Guillet si dedicò alla traduzione di Virgilio e di Lucrezio, scrivendo in seguito tragedie che resteranno prevalentemente inedite.

### La Rivoluzione francese, gli ultimi anni
Ai tempi della Rivoluzione francese, le opere di Le Blanc de Guillet risultarono molto apprezzate e lui ricevette dalla Convenzione nazionale molte gratificazioni, nomine e cariche, tra le quali quella di professore di lingue antiche all'École polytechnique (École centrale des travaux publics) dal 1798.
Le Blanc de Guillet cercò di mantenersi con i proventi della sua letteratura, quindi non accettò mai la pensione e durante la sua vita strinse amicizia con il poeta Antoine Léonard Thomas, con Malesherbes e con l'astronomo Dionys du Sejour.
Le Blanc de Guillet morì a Parigi il 29 luglio 1799.
(Le Blanc de Guillet, De l'unité spirituelle, 1841)

## Opere principali

### Romanzi e saggi
- Mémoires du comte de Guines, 1761;
- Le lit de justice, 1774;
- Albert Ier, ou Adeline, comédie héroïque en 3 actes en vers de dix syllabes..., 1775;
- Discours en vers, sur la nécessité du dramatique et du pathétique en tout genre de poésie, 1783;
- Le Clergé dévoilé, ou les États Généraux de 1303, 1791.

### Teatro
- Manco-Capac, premier yunca du Pérou, 1763;
- Les Druides, 1772;
- Zozo, 1804;
- Les chevaliers de Malte, 1813;
- Suite du répertoire du Théâtre français, avec un choix des pièces de plusieurs autres théâtres, arrangées et mises en ordre par M. Lepeintre ; et précédées de notices sur les auteurs ; le tout terminé par une table générale, 1822.